# Четириредова осмостенна пита
Четириредовата осмостенна пита е правилна паракомпактна пита. На всеки има 8 октаедъра. Връхната фигура е квадратно пано, ръбовата – равностранен триъгълник. Има безброй равностранни триъгълници. Дуалната пита е квадратна панова пита.

## Свързани пити

### Правилни паракопактни пити
- шестоъгълна панова пита
- шесторедова четиристенна пита
- четириредова шестоъгълна панова пита
- шесторедова кубична пита
- петоредова шестоъгълна панова пита
- шесторедова дванадесетостенна пита
- шесторедова шестоъгълна панова пита
- триъгълна панова пита
- квадратна панова пита
- четириредова осмостенна пита
- четириредова квадратна панова пита